# غاري ووكر (موزع)
غاري ووكر (بالإنجليزية: Garry Walker)‏ هو موزع بريطاني، ولد في 1974.

## وصلات خارجية
- غاري ووكر على موقع ميوزك برينز (الإنجليزية)
- غاري ووكر على موقع أول ميوزيك (الإنجليزية)
- غاري ووكر على موقع ديسكوغز (الإنجليزية)